# Jabari Brown
Jabari Akil Brown (Oakland, 18 dicembre 1992) è un ex cestista statunitense.

## Palmarès
- All-NBDL Third Team (2015)
- All-NBDL All-Rookie Second Team (2015)